# Alceu (fill de Perseu)
Segons la mitologia grega, Alceu va ser un rei de Tirint, fill de Perseu i d'Andròmeda.
Casat amb Astidamia, va ser el pare d'Amfitrió.